# Südübergangsrat

Logo des Südübergangsrats

Der Südübergangsrat (arabisch المجلس الانتقالي الجنوبي, DMG al-Maǧlis al-Intiqālī al-Ǧanūbī) mit Sitz in Aden ist ein politisches Organ, das die Unabhängigkeit des Südjemen in seinen Grenzen von vor 1990 (Demokratische Volksrepublik Jemen) anstrebt und nicht von der internationalen Gemeinschaft anerkannt wird. Der Rat wurde am 11. Mai 2017 während des Krieges im Jemen von Aidarus al-Zubaidi gegründet.

## Kontext
Der Südjemen (vormals Volksdemokratische Republik Jemen) war bis 1990 der einzige arabische Staat mit marxistischer Orientierung und vereinigte sich 1990 aufgrund des Zusammenbruchs der Sowjetunion und des Ostblocks mit dem Nordjemen (vormals Jemenitische Arabische Republik), einem konservativ ausgerichteten Staat. Wegen politischer und ökonomischer Probleme versuchten 1994 südjemenitische Politiker, den Südjemen als Demokratische Republik Jemen erneut unabhängig zu erklären. Der Versuch scheiterte. Die zunächst demokratische Öffnung in der vereinten Republik Jemen nahm mit dem Bürgerkrieg von 1994 ein Ende. Nach dem Krieg wurden Hunderttausende Südjemeniten aus dem Staatsdienst und der Armee entlassen. Sie bildeten 2007 die Basis der Südbewegung, der Unabhängigkeitsbewegung im Südjemen, die den Staat in seinen Grenzen von vor 1990 wieder etablieren möchte.

## Gründung
Am 27. April 2017 entließ Präsident Abdrabbu Mansur Hadi den Adener Gouverneur Aidarus al-Zubaidi und den Staatsminister Hani Bin Buraik. Am 4. Mai 2017 protestierten Tausende Südjemeniten gegen diese Entscheidung in Aden. Am 11. Mai 2017 wurde die Entstehung des Südübergangsrates als Parallelautorität im Südjemen proklamiert. Der Rat setzt sich vor allem aus Kräften der Südbewegung zusammen und steht für die Rückgewinnung des unabhängigen Staates in seinen Grenzen von vor 1990 ein. Am 5. Juli 2017 traf sich der Rat erstmals in Aden. Am 10. Juli 2017 erkannte der Rat Hadis Autorität an und versprach, ihn zu ersetzen, falls er das Land nicht verwalten sollte. Im Oktober 2017 wurde die Nationalversammlung des Rates mit 303 Mitgliedern gegründet. Am 23. Dezember 2017 fand die Eröffnungssitzung der Nationalversammlung statt, bei der Ahmad Bin Buraik zum Präsidenten gewählt wurde.

## Übernahme des Präsidentschaftspalastes 2018
Am 21. Januar 2018 stellte der Südübergangsrat an Präsident Abdrabbu Mansur Hadi ein siebentägiges Ultimatum, die Regierung von Premierminister Ahmed Bin Dagher, dem Korruption vorgeworfen wurde, zu entlassen und durch eine Regierung von Technokraten zu ersetzen. Am 28. Januar 2018, kurz nach Ablauf des Ultimatums, übernahmen die südjemenitischen Truppen die Kontrolle über den Regierungssitz. Am 30. Januar kontrollierten diese Truppen fast die gesamte Stadt Aden. Am Ende des Tages hörten die Kämpfe nach Vermittlung durch die arabische Militärkoalition auf. Am Ende dieser Verhandlungen übergaben die südjemenitischen Truppen drei Militärbasen und hoben die Belagerung des Präsidentenpalastes al-Maachiq auf.

## Übernahme des Präsidentschaftspalastes 2019
Nach einem Angriff der Huthis auf eine Militärparade der südjemenitischen Truppen des Sicherheitsgürtels brachen Kämpfe im August 2019 zwischen südjemenitischen Truppen und Regierungstruppen in Aden aus. Nach zwei Tagen der Kämpfe übernahmen südjemenitische Truppen am 10. August die Kontrolle über drei Militärkasernen und den Präsidentenpalast. Bei den Kämpfen wurden mindestens 40 Menschen getötet und 260 verletzt, darunter viele Zivilisten. Am folgenden Tag führte Saudi-Arabien einen Luftangriff durch, um die Separatisten zu zwingen, sich von einer am Vortag eroberten Position zurückzuziehen. Der Südübergangsrat erklärte sich bereit, einen Waffenstillstand einzugehen und versicherte in einer Erklärung, dass er bereit sei, die von Saudi-Arabien vorgeschlagenen Verhandlungen anzunehmen. Am 28. August marschierten Regierungstruppen in Aden ein. Doch am 29. August eroberten südjemenitische Truppen Aden zurück. Nach mehr als zwei Monaten Verhandlungen erzielte der Rat am 5. November eine Einigung mit der Hadi-Regierung in Riad. Die Einigung wird als Riad-Abkommen bezeichnet. Das Abkommen sieht unter anderem eine Regierungsbeteiligung südjemenitischer Repräsentanten vor.

## Ankündigung der Selbstverwaltung
Am 26. April 2020 proklamierte der Südübergangsrat die Selbstverwaltung der südjemenitischen Gouvernorate, da die Hadi-Regierung das Riad-Abkommen, das die Integration des Rates in das neue Kabinett impliziert, nicht zur Umsetzung brachte und sich angesichts der gravierenden Missstände im Südjemen als handlungsunfähig erwies. Am 20. Juni übernahm der Rat auch die Kontrolle über Soqotra. Ende Juli 2020 wurde die Selbstverwaltung zurückgenommen, da Gespräche zur Neubildung des Kabinetts mit der jemenitischen Regierung in Riad stattfanden.